# Flaminia (traghetto)
La Flaminia era una nave traghetto della classe Strade Consolari Romane, appartenuta con questo nome dal 1981 al 2012 alla Tirrenia di Navigazione.

## Caratteristiche
La Flaminia era l'ultima unità della Classe Strade Consolari Romane, serie di sei navi costruite a inizio anni '80 per la Tirrenia di Navigazione. Come tutte le gemelle, ad eccezione della Clodia, era stata costruita nel Cantiere navale di Castellammare di Stabia.
Originariamente era lunga 136 metri, aveva una stazza lorda di 9.485 tonnellate e poteva trasportare circa 1.000 passeggeri e 470 autovetture; come le gemelle nell'inverno tra il 1986 e il 1987 la nave fu sottoposta a un intervento di allungamento, che comportò l'aggiunta di un troncone di 12 metri a centro nave e di un ulteriore ponte. Dopo questi lavori la stazza lorda dell'imbarcazione raggiunse le 12.523 tonnellate, mentre il numero di passeggeri e veicoli trasportabili passò rispettivamente a 2.000 e 610.
Diversamente dalle gemelle Aurelia, Clodia e Nomentana, la Flaminia mantenne questa configurazione in via definitiva, non venendo alzata di due ulteriori ponti, anche perché questo secondo intervento aveva reso le navi più lente e instabili a causa della maggiore stazza e dell'aumento dell'"effetto vela" dovuto alla maggiore superficie laterale. La nave rimase quindi completamente gemella solo di Emilia e Domiziana, le cosiddette Strade Consolari Romane non trasformate.
Successivamente la Flaminia subì dei lavori di restyling alberghiero, ma non tutte le cabine dei ponti superiori vennero commutate in cabine di prima classe. La nave disponeva dei seguenti servizi: reception, bar, cinema, ristorante, self service e 339 cabine, delle quali 133 di prima classe e 206 di seconda classe, per un totale di 950 posti letto.
La nave era strutturata su nove ponti:
- 1: Sala macchine
- 2 (Copertino): Garage, Cabine seconda classe
- 3 (Principale): Garage
- 4 (Piattaforma): Garage
- 5 (Superiore): Garage
- 6 (Coperta): Garage, Reception, Cabine prima classe
- 7 (Saloni): Bar, Ristorante, Self service, Negozio, Cabine prima classe, Cabine seconda classe
- 8 (Imbarcazioni): Poltrone prima classe, cinema
- 9 (Comando): Cabine seconda classe, Poltrone seconda classe, snack bar

## Servizio

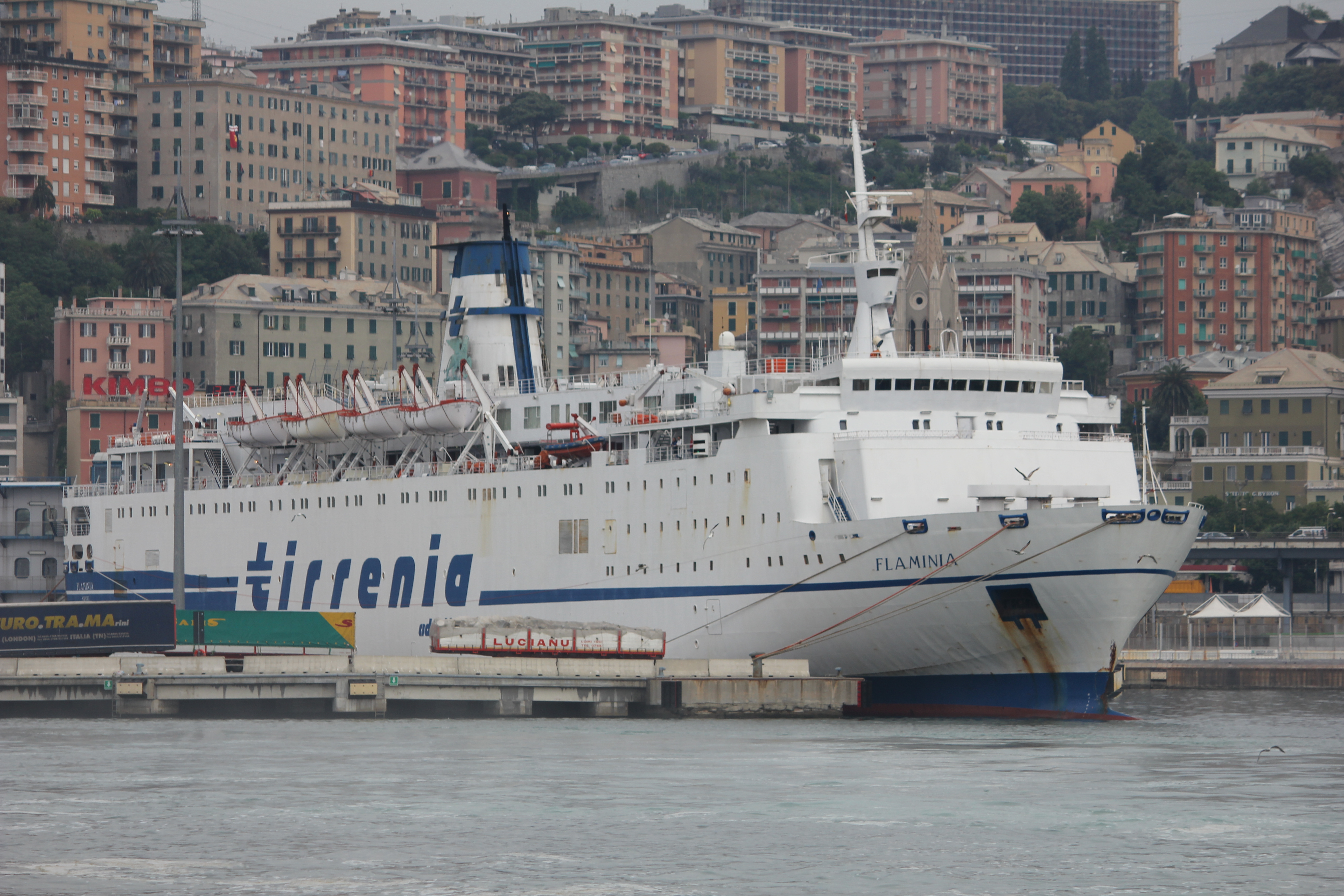
La Flaminia ormeggiata nel porto di Genova, maggio 2011

La nave fu varata a Castellammare di Stabia il 31 maggio 1980, entrando in servizio il 30 aprile 1981 sui collegamenti tra Napoli e Palermo e tra Genova e Porto Torres. Negli anni la Flaminia fu utilizzata su diverse linee del network Tirrenia, venendo impiegata prevalentemente sulle rotte Porto Torres - Genova, Palermo - Napoli e Cagliari - Arbatax - Civitavecchia.

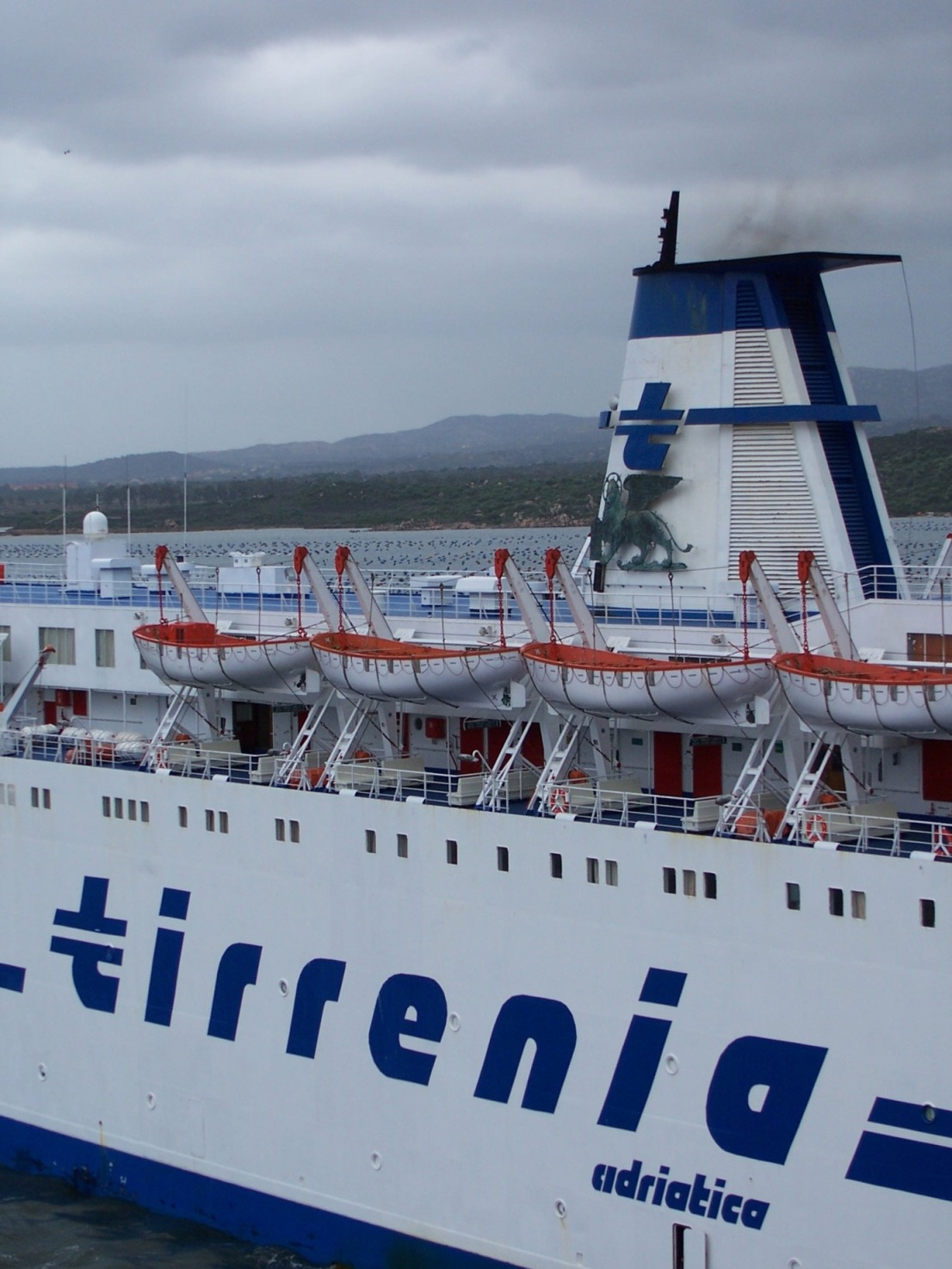
La Flaminia con la livrea della Tirrenia Navigazione divisione Adriatica

Il 18 luglio 1987 la Flaminia fu scena di un importante fatto di cronaca all'interno del porto di Genova. Tra i circa mille passeggeri che dovevano compiere la traversata notturna verso Porto Torres in Sardegna c'era Renato Vallanzasca, famoso criminale pluricondannato che doveva essere trasferito al carcere di Badu 'e Carros a Nuoro. Una volta salito a bordo scortato dai Carabinieri e sistemato in una delle cabine già attrezzate per l'occasione, Vallanzasca riuscì a evadere. Lasciato probabilmente solo per qualche minuto, il criminale riuscì ad aprire un oblò e uscire dalla nave ancora ferma in porto. I passeggeri furono fatti sbarcare e la nave fu setacciata dalle Forze dell'Ordine, anche il porto fu scena di una imponente caccia all'uomo. La vicenda non è ancora molto chiara, e si presume che la sua fuga fosse già organizzata. Vallanzasca fu nuovamente catturato tre settimane dopo.
Nel 2004 la nave fu noleggiata dalla Adriatica di Navigazione (da poco assorbita dalla Tirrenia) per collegare Bari e Durazzo insieme alla gemella Domiziana. La Flaminia, salvo un impiego sulla Civitavecchia - Cagliari nell'estate 2010, rimase sulla Bari - Durazzo fino al gennaio 2011, quando fu fermata a Bari in seguito alla chiusura della linea da parte di Tirrenia.
Nell'aprile e maggio 2011 fu impiegata per il trasporto di immigrati clandestini da Lampedusa a diversi porti italiani, venendo poi posta in disarmo nel porto di Crotone. Nell'ottobre del 2012 la nave fu venduta per la demolizione, prendendo il nome di New York e cambiando bandiera. La nave, sottoposta a fermo per diverse gravi mancanze nelle dotazioni di sicurezza, rimase ferma ancora per qualche mese nel porto calabrese, partendo per Alang a metà giugno.

## Navi gemelle
- AF Francesca (già Domiziana)
- Amanah (già Emilia)
- MSC Aurelia (già Aurelia)
- Clodia
- Nomentana

Aurelia, Clodia e Nomentana, benché originariamente gemelle della Flaminia, furono sottoposte nel 1992 a una radicale trasformazione ai cantieri INMA di La Spezia, che le ha rese molto diverse nell'aspetto dalle altre tre navi della classe.